# Kasper Lindholm Jessen
Kasper Lindholm Jessen (* 31. Januar 1985) ist ein ehemaliger dänischer Bahnradsportler.
Achtmal wurde Kasper Lindholm Jessen in den 2000er Jahren dänischer Meister, siebenmal im Sprint und einmal im 1000-Meter-Zeitfahren. Bei den UCI-Bahn-Weltmeisterschaften 2010 wurde er 21. im Keirin und 43. im Sprint. 2006 wurde er zudem Dritter der Europameisterschaft im Omnium.